# Danimarca all'Eurovision Song Contest
La Danimarca ha partecipato a diverse edizioni dell'Eurovision Song Contest, anche se fu assente dalla manifestazione dal 1967 al 1977. Il paese ha vinto tre volte: nel 1963 con Dansevise di Grethe e Jørgen Ingmann, nel 2000 con Fly On The Wings Of Love degli Olsen Brothers e nel 2013 con Only Teardrops di Emmelie de Forest. Successivamente al trionfo del 2013, la nazione danese ha ottenuto solo due piazzamenti in top-10 (2014 e 2018), mancando addirittura l'approdo alla finale per sei volte, di cui quattro consecutive tra il 2021 e il 2024.
La Danimarca seleziona il proprio rappresentante tramite il Dansk Melodi Grand Prix, un festival musicale, ispirato dal Melodi Grand Prix, che si tiene normalmente nel mese di febbraio.

## Partecipazioni
- Primo posto
- Secondo posto
- Terzo posto
- Ultimo posto

| Anno                                    | Artista                          | Canzone                          | Lingua                    | Posizione           | Posizione           | Posizione                | Posizione                |
| Anno                                    | Artista                          | Canzone                          | Lingua                    | Finale              | Punti               | Semi                     | Punti                    |
| --------------------------------------- | -------------------------------- | -------------------------------- | ------------------------- | ------------------- | ------------------- | ------------------------ | ------------------------ |
| 1957                                    | Birthe Wilke & Gustav Winckler   | Skibet skal sejle i nat          | Danese                    | 3º                  | 10                  | Niente semifinali        | Niente semifinali        |
| 1958                                    | Raquel Rastenni                  | Jeg rev et blad ud af min dagbog | Danese                    | 8º                  | 3                   | Niente semifinali        | Niente semifinali        |
| 1959                                    | Birthe Wilke                     | Uh jeg ville ønske jeg var dig   | Danese                    | 5º                  | 12                  | Niente semifinali        | Niente semifinali        |
| 1960                                    | Katy Bødtger                     | Det var en yndig tid             | Danese                    | 10º                 | 4                   | Niente semifinali        | Niente semifinali        |
| 1961                                    | Dario Campeotto                  | Angelique                        | Danese                    | 5º                  | 12                  | Niente semifinali        | Niente semifinali        |
| 1962                                    | Ellen Winther                    | Vuggevise                        | Danese                    | 10º                 | 2                   | Niente semifinali        | Niente semifinali        |
| 1963                                    | Grethe & Jørgen Ingmann          | Dansevise                        | Danese                    | 1º                  | 42                  | Niente semifinali        | Niente semifinali        |
| 1964                                    | Bjørn Tidmand                    | Sangen om dig                    | Danese                    | 9º                  | 4                   | Niente semifinali        | Niente semifinali        |
| 1965                                    | Birgit Brüel                     | For din skyld                    | Danese                    | 7º                  | 10                  | Niente semifinali        | Niente semifinali        |
| 1966                                    | Ulla Pia                         | Stop, ja stop, mens legen er go  | Danese                    | 14º                 | 4                   | Niente semifinali        | Niente semifinali        |
| Nessuna partecipazione dal 1967 al 1977 |                                  |                                  |                           |                     |                     | Niente semifinali        | Niente semifinali        |
| 1978                                    | Mabel                            | Boom Boom                        | Danese                    | 16º                 | 13                  | Niente semifinali        | Niente semifinali        |
| 1979                                    | Tommy Seebach                    | Disco Tango                      | Danese                    | 6º                  | 76                  | Niente semifinali        | Niente semifinali        |
| 1980                                    | Bamses Venner                    | Tænker altid pa dig              | Danese                    | 14º                 | 25                  | Niente semifinali        | Niente semifinali        |
| 1981                                    | Tommy Seebach & Debbie Cameron   | Krøller eller ej                 | Danese                    | 11º                 | 41                  | Niente semifinali        | Niente semifinali        |
| 1982                                    | Brixx                            | Video, video                     | Danese                    | 17º                 | 5                   | Niente semifinali        | Niente semifinali        |
| 1983                                    | Gry Johansen                     | Kloden drejer                    | Danese                    | 17º                 | 16                  | Niente semifinali        | Niente semifinali        |
| 1984                                    | Hot Eyes                         | Det lige det                     | Danese                    | 4º                  | 101                 | Niente semifinali        | Niente semifinali        |
| 1985                                    | Hot Eyes                         | Sku' du spør' fra no' en         | Danese                    | 11º                 | 41                  | Niente semifinali        | Niente semifinali        |
| 1986                                    | Lise Haavik                      | Du er fuld af løgn               | Danese                    | 6º                  | 77                  | Niente semifinali        | Niente semifinali        |
| 1987                                    | Anne-Cathrine Herdorf & Drengene | En lille melodi                  | Danese                    | 5º                  | 83                  | Niente semifinali        | Niente semifinali        |
| 1988                                    | Hot Eyes                         | Ka' du se hva' jeg sa'           | Danese                    | 3º                  | 92                  | Niente semifinali        | Niente semifinali        |
| 1989                                    | Birthe Kjær                      | Vi maler byen rød                | Danese                    | 3º                  | 111                 | Niente semifinali        | Niente semifinali        |
| 1990                                    | Lonnie Devantier                 | Hallo hallo                      | Danese                    | 8º                  | 64                  | Niente semifinali        | Niente semifinali        |
| 1991                                    | Anders Frandsen                  | Lige der hvor hjertet slår       | Danese                    | 19º                 | 8                   | Niente semifinali        | Niente semifinali        |
| 1992                                    | Lotte Nilsson & Kenny Lübcke     | Alt det som ingen ser            | Danese                    | 12º                 | 47                  | Niente semifinali        | Niente semifinali        |
| 1993                                    | Tommy Seebach Band               | Under stjernerne på himlen       | Danese                    | 22º                 | 9                   | Niente semifinali        | Niente semifinali        |
| Nessuna partecipazione nel 1994         |                                  |                                  |                           |                     |                     | Niente semifinali        | Niente semifinali        |
| 1995                                    | Aud Wilken                       | Fra Mols til Skagen              | Danese                    | 5º                  | 92                  | Niente semifinali        | Niente semifinali        |
| 1996                                    | Dorte Andersen & Martin Loft     | Kun med dig                      | Danese                    | Non qualificata     | Non qualificata     | 25º                      | 22                       |
| 1997                                    | Thomas Lægård                    | Stemmen i mit liv                | Danese                    | 16º                 | 25                  | Niente semifinali        | Niente semifinali        |
| Nessuna partecipazione nel 1998         |                                  |                                  |                           |                     |                     | Niente semifinali        | Niente semifinali        |
| 1999                                    | Michael Teschl & Trine Jepsen    | This Time I Mean It              | Inglese                   | 8º                  | 71                  | Niente semifinali        | Niente semifinali        |
| 2000                                    | Olsen Brothers                   | Fly on the Wings of Love         | Inglese                   | 1º                  | 195                 | Niente semifinali        | Niente semifinali        |
| 2001                                    | Rollo & King                     | Never Ever Let You Go            | Inglese                   | 2º                  | 177                 | Niente semifinali        | Niente semifinali        |
| 2002                                    | Malene Mortensen                 | Tell Me Who You Are              | Inglese                   | 24º                 | 7                   | Niente semifinali        | Niente semifinali        |
| Nessuna partecipazione nel 2003         |                                  |                                  |                           |                     |                     | Niente semifinali        | Niente semifinali        |
| 2004                                    | Tomas Thordarson                 | Shame on You                     | Inglese                   | Non qualificata     | Non qualificata     | 13º                      | 56                       |
| 2005                                    | Jakob Sveistrup                  | Talking to You                   | Inglese                   | 9º                  | 125                 | 3º                       | 185                      |
| 2006                                    | Sidsel Ben Semmane               | Twist of Love                    | Inglese                   | 18º                 | 26                  | Top 11 l'anno precedente | Top 11 l'anno precedente |
| 2007                                    | DQ                               | Drama Queen                      | Inglese                   | Non qualificata     | Non qualificata     | 19º                      | 45                       |
| 2008                                    | Simon Mathew                     | All Night Long                   | Inglese                   | 15º                 | 60                  | 3º                       | 112                      |
| 2009                                    | Brinck                           | Believe Again                    | Inglese                   | 13º                 | 74                  | 8º                       | 69                       |
| 2010                                    | Chanée & N'evergreen             | In a Moment like This            | Inglese                   | 4º                  | 149                 | 5º                       | 101                      |
| 2011                                    | A Friend in London               | New Tomorrow                     | Inglese                   | 5º                  | 134                 | 2º                       | 135                      |
| 2012                                    | Soluna Samay                     | Should've Known Better           | Inglese                   | 23º                 | 21                  | 9º                       | 63                       |
| 2013                                    | Emmelie de Forest                | Only Teardrops                   | Inglese                   | 1º                  | 281                 | 1º                       | 167                      |
| 2014                                    | Basim                            | Cliche Love Song                 | Inglese                   | 9º                  | 74                  | Paese ospitante          | Paese ospitante          |
| 2015                                    | Anti Social Media                | The Way You Are                  | Inglese                   | Non qualificata     | Non qualificata     | 13º                      | 33                       |
| 2016                                    | Lighthouse X                     | Soldiers of Love                 | Inglese                   | Non qualificata     | Non qualificata     | 17º                      | 34                       |
| 2017                                    | Anja Nissen                      | Where I Am                       | Inglese                   | 20º                 | 77                  | 10º                      | 101                      |
| 2018                                    | Rasmussen                        | Higher Ground                    | Inglese                   | 9º                  | 226                 | 5º                       | 205                      |
| 2019                                    | Leonora                          | Love Is Forever                  | Inglese, danese, francese | 12º                 | 120                 | 10º                      | 94                       |
| 2020                                    | Ben & Tan                        | Yes                              | Inglese                   | Edizione cancellata | Edizione cancellata | Edizione cancellata      | Edizione cancellata      |
| 2021                                    | Fyr & Flamme                     | Øve os på hinanden               | Danese                    | Non qualificata     | Non qualificata     | 11º                      | 89                       |
| 2022                                    | Reddi                            | The Show                         | Inglese                   | Non qualificata     | Non qualificata     | 13º                      | 55                       |
| 2023                                    | Reiley                           | Breaking My Heart                | Inglese                   | Non qualificata     | Non qualificata     | 14º                      | 6                        |
| 2024                                    | Saba                             | Sand                             | Inglese                   | Non qualificata     | Non qualificata     | 12º                      | 36                       |
| 2025                                    | Sissal                           | Hallucination                    | Inglese                   | 23º                 | 47                  | 8º                       | 61                       |

Note:
- Il brano Higher Ground contiene alcune frasi in islandese.
- Il brano Love Is Forever contiene alcune frasi in tedesco.
- Nel 1996, la Danimarca non è riuscita a qualificarsi per il concorso. Infatti, quell'anno, c'è stata una pre-selezione audio per tutti i paesi in gara (esclusa la Norvegia in quanto paese organizzatore). Sul sito ufficiale dell'Eurovision questa partecipazione non viene calcolata.
- Se un paese vince l'edizione precedente, non deve competere nelle semifinali nell'edizione successiva. Inoltre, dal 2004 al 2007, i primi dieci paesi che non erano membri dei Big 4 non dovevano competere nelle semifinali nell'edizione successiva. Se, ad esempio, Germania e Francia si collocavano tra i primi dieci, i paesi che si erano piazzati all'11º e al 12º posto avanzavano alla serata finale dell'edizione successiva insieme al resto della top 10.

## Statistiche di voto
Fino al 2025, le statistiche di voto della Danimarca sono:
| # | Stato       | Punti |
| - | ----------- | ----- |
| 1 | Svezia      | 428   |
| 2 | Norvegia    | 209   |
| 3 | Germania    | 194   |
| 4 | Regno Unito | 170   |
| 5 | Svizzera    | 149   |

| # | Stato       | Punti |
| - | ----------- | ----- |
| 1 | Norvegia    | 221   |
| 2 | Svezia      | 214   |
| 3 | Islanda     | 200   |
| 4 | Regno Unito | 145   |
| 5 | Paesi Bassi | 142   |

| # | Stato       | Punti |
| - | ----------- | ----- |
| 1 | Svezia      | 528   |
| 2 | Norvegia    | 337   |
| 3 | Islanda     | 239   |
| 4 | Paesi Bassi | 228   |
| 5 | Svizzera    | 208   |

| # | Stato       | Punti |
| - | ----------- | ----- |
| 1 | Norvegia    | 324   |
| 1 | Svezia      | 307   |
| 3 | Islanda     | 276   |
| 4 | Paesi Bassi | 218   |
| 5 | Irlanda     | 200   |

## Altri premi ricevuti

### OGAE Eurovision Song Contest Poll
L'OGAE Eurovision Song Contest Poll è la classifica fatta dai gruppi dell'OGAE, organizzazione internazionale che consiste in un network di oltre 40 fan club del Contest di vari Paesi europei e non. Come ogni anno, i membri dell'OGAE hanno l'opportunità di votare per la loro canzone preferita prima della gara e i risultati sono stati pubblicati sul sito web dell'organizzazione.
| Anno | Categoria | Artista              | Canzone               | Compositore                                          |
| ---- | --------- | -------------------- | --------------------- | ---------------------------------------------------- |
| 2010 | OGAE 2010 | Chanée & N'evergreen | In a Moment like This | Thomas G:son, Henrik Sethsson, Erik Bernholm         |
| 2013 | OGAE 2013 | Emmelie de Forest    | Only Teardrops        | Lise Cabble, Julia Fabrin Jakobsen, Thomas Stengaard |

## Città ospitanti
| Anno | Città      | Luogo              | Presentatori                             |
| ---- | ---------- | ------------------ | ---------------------------------------- |
| 1964 | Copenaghen | Tivolis Koncertsal | Lotte Wæver                              |
| 2001 | Copenaghen | Stadio Parken      | Søren Pilmark e Natasja Crone            |
| 2014 | Copenaghen | B&W-Hallerne       | Nikolaj Koppel, Pilou Asbæk e Lise Rønne |

## Trasmissione dell'evento
La DR, in quanto membro rappresentativo dell'Unione europea di radiodiffusione per la Danimarca, ha i diritti di trasmissione dell'evento:
| Anno | Commentatori                                         | Commentatori                                         | Trasmissione                                         | Trasmissione                                         | Portavoce                                            |
| Anno | Semifinali                                           | Finale                                               | Semifinali                                           | Finale                                               | Portavoce                                            |
| ---- | ---------------------------------------------------- | ---------------------------------------------------- | ---------------------------------------------------- | ---------------------------------------------------- | ---------------------------------------------------- |
| 1956 | Nessuna semifinale                                   | Jens Frederik Lawaetz                                | Nessuna semifinale                                   | Statsradiofonien TV                                  | Non partecipante                                     |
| 1957 | Nessuna semifinale                                   | Svend Pedersen                                       | Nessuna semifinale                                   | Statsradiofonien TV Program 2                        | Sconosciuto                                          |
| 1958 | Nessuna semifinale                                   | Svend Pedersen                                       | Nessuna semifinale                                   | Statsradiofonien TV Program 1                        | Sconosciuto                                          |
| 1959 | Nessuna semifinale                                   | Sejr Volmer-Sørensen                                 | Nessuna semifinale                                   | Danmarks Radio TV Program 2                          | Sconosciuto                                          |
| 1960 | Nessuna semifinale                                   | Sejr Volmer-Sørensen                                 | Nessuna semifinale                                   | Danmarks Radio TV Program 2                          | Sconosciuto                                          |
| 1961 | Nessuna semifinale                                   | Sejr Volmer-Sørensen                                 | Nessuna semifinale                                   | Danmarks Radio TV Program 1                          | Sconosciuto                                          |
| 1962 | Nessuna semifinale                                   | Ole Mortensen                                        | Nessuna semifinale                                   | Danmarks Radio TV Program 2                          | Sconosciuto                                          |
| 1963 | Nessuna semifinale                                   | Ole Mortensen                                        | Nessuna semifinale                                   | Danmarks Radio TV Program 1                          | Sconosciuto                                          |
| 1964 | Nessuna semifinale                                   | Sconosciuto                                          | Nessuna semifinale                                   | DR TV DR P1 DR P3                                    | Sconosciuto                                          |
| 1965 | Nessuna semifinale                                   | Sconosciuto                                          | Nessuna semifinale                                   | DR TV                                                | Sconosciuto                                          |
| 1966 | Nessuna semifinale                                   | Skat Nørrevig                                        | Nessuna semifinale                                   | DR TV                                                | Sconosciuto                                          |
| 1967 | Nessuna trasmissione                                 | Nessuna trasmissione                                 | Nessuna trasmissione                                 | Nessuna trasmissione                                 | Nessuna trasmissione                                 |
| 1968 | Nessuna trasmissione                                 | Nessuna trasmissione                                 | Nessuna trasmissione                                 | Nessuna trasmissione                                 | Nessuna trasmissione                                 |
| 1969 | Nessuna trasmissione                                 | Nessuna trasmissione                                 | Nessuna trasmissione                                 | Nessuna trasmissione                                 | Nessuna trasmissione                                 |
| 1970 | Nessuna trasmissione                                 | Nessuna trasmissione                                 | Nessuna trasmissione                                 | Nessuna trasmissione                                 | Nessuna trasmissione                                 |
| 1971 | Nessuna trasmissione                                 | Nessuna trasmissione                                 | Nessuna trasmissione                                 | Nessuna trasmissione                                 | Nessuna trasmissione                                 |
| 1972 | Nessuna trasmissione                                 | Nessuna trasmissione                                 | Nessuna trasmissione                                 | Nessuna trasmissione                                 | Nessuna trasmissione                                 |
| 1973 | Nessuna trasmissione                                 | Nessuna trasmissione                                 | Nessuna trasmissione                                 | Nessuna trasmissione                                 | Nessuna trasmissione                                 |
| 1974 | Nessuna trasmissione                                 | Nessuna trasmissione                                 | Nessuna trasmissione                                 | Nessuna trasmissione                                 | Nessuna trasmissione                                 |
| 1975 | Nessuna semifinale                                   | Per Møller Hansen                                    | Nessuna semifinale                                   | DR TV                                                | Non partecipante                                     |
| 1976 | Nessuna semifinale                                   | Per Møller Hansen                                    | Nessuna semifinale                                   | DR TV                                                | Non partecipante                                     |
| 1977 | Nessuna semifinale                                   | Claus Toksvig                                        | Nessuna semifinale                                   | DR TV                                                | Non partecipante                                     |
| 1978 | Nessuna semifinale                                   | Jørgen de Mylius                                     | Nessuna semifinale                                   | DR TV                                                | Sconosciuto                                          |
| 1979 | Nessuna semifinale                                   | Jørgen de Mylius                                     | Nessuna semifinale                                   | DR TV                                                | Sconosciuto                                          |
| 1980 | Nessuna semifinale                                   | Jørgen de Mylius                                     | Nessuna semifinale                                   | DR TV                                                | Bent Evold                                           |
| 1981 | Nessuna semifinale                                   | Jørgen de Mylius                                     | Nessuna semifinale                                   | DR TV                                                | Sconosciuto                                          |
| 1982 | Nessuna semifinale                                   | Jørgen de Mylius                                     | Nessuna semifinale                                   | DR TV                                                | Sconosciuto                                          |
| 1983 | Nessuna semifinale                                   | Jørgen de Mylius                                     | Nessuna semifinale                                   | DR TV                                                | Bent Evold                                           |
| 1984 | Nessuna semifinale                                   | Jørgen de Mylius                                     | Nessuna semifinale                                   | DR TV                                                | Sconosciuto                                          |
| 1985 | Nessuna semifinale                                   | Jørgen de Mylius                                     | Nessuna semifinale                                   | DR TV                                                | Sconosciuto                                          |
| 1986 | Nessuna semifinale                                   | Jørgen de Mylius                                     | Nessuna semifinale                                   | DR TV                                                | Sconosciuto                                          |
| 1987 | Nessuna semifinale                                   | Jørgen de Mylius                                     | Nessuna semifinale                                   | DR TV                                                | Sconosciuto                                          |
| 1988 | Nessuna semifinale                                   | Jørgen de Mylius                                     | Nessuna semifinale                                   | DR TV DR P2                                          | Sconosciuto                                          |
| 1989 | Nessuna semifinale                                   | Jørgen de Mylius Kurt Helge Andersen                 | Nessuna semifinale                                   | DR TV DR P3                                          | Sconosciuto                                          |
| 1990 | Nessuna semifinale                                   | Jørgen de Mylius                                     | Nessuna semifinale                                   | DR TV DR P3                                          | Sconosciuto                                          |
| 1990 | Nessuna semifinale                                   | Karlo Staunskær Kurt Helge Andersen                  | Nessuna semifinale                                   | DR TV DR P3                                          | Sconosciuto                                          |
| 1991 | Nessuna semifinale                                   | Camilla Miehe-Renard                                 | Nessuna semifinale                                   | DR TV DR P3                                          | Sconosciuto                                          |
| 1991 | Nessuna semifinale                                   | Jesper Bæhrenz Andrew Jensen                         | Nessuna semifinale                                   | DR TV DR P3                                          | Sconosciuto                                          |
| 1992 | Nessuna semifinale                                   | Jørgen de Mylius                                     | Nessuna semifinale                                   | DR TV DR P3                                          | Sconosciuto                                          |
| 1992 | Nessuna semifinale                                   | Jesper Bæhrenz Andrew Jensen                         | Nessuna semifinale                                   | DR TV DR P3                                          | Sconosciuto                                          |
| 1993 | Nessuna semifinale                                   | Jørgen de Mylius Jens Michael Nielsen                | Nessuna semifinale                                   | DR TV DR P3                                          | Sconosciuto                                          |
| 1994 | Nessuna semifinale                                   | Jørgen de Mylius                                     | Nessuna semifinale                                   | DR TV                                                | Non partecipante                                     |
| 1995 | Nessuna semifinale                                   | Jørgen de Mylius                                     | Nessuna semifinale                                   | DR TV DR P3                                          | Bent Henius                                          |
| 1996 | Nessuna semifinale                                   | Jørgen de Mylius                                     | Nessuna semifinale                                   | DR TV DR P3                                          | Non partecipante                                     |
| 1996 | Nessuna semifinale                                   | Katrine Nyland Sørensen Martin Loft Marianne Dinesen | Nessuna semifinale                                   | DR TV DR P3                                          | Non partecipante                                     |
| 1997 | Nessuna semifinale                                   | Hans Otto Bisgaard                                   | Nessuna semifinale                                   | DR1 DR P3                                            | Bent Henius                                          |
| 1997 | Nessuna semifinale                                   | Katrine Nyland Sørensen Morten H. Pankoke            | Nessuna semifinale                                   | DR1 DR P3                                            | Bent Henius                                          |
| 1998 | Nessuna semifinale                                   | Keld Heick                                           | Nessuna semifinale                                   | DR1                                                  | Non partecipante                                     |
| 1999 | Nessuna semifinale                                   | Keld Heick                                           | Nessuna semifinale                                   | DR1                                                  | Kirsten Siggaard                                     |
| 2000 | Nessuna semifinale                                   | Keld Heick                                           | Nessuna semifinale                                   | DR1                                                  | Michael Teschl                                       |
| 2001 | Nessuna semifinale                                   | Hans Otto Bisgaard Hilda Heick                       | Nessuna semifinale                                   | DR1 DR P3                                            | Gry Johansen                                         |
| 2002 | Nessuna semifinale                                   | Keld Heick                                           | Nessuna semifinale                                   | DR1                                                  | Signe Svendsen                                       |
| 2003 | Nessuna semifinale                                   | Jørgen de Mylius                                     | Nessuna semifinale                                   | DR1                                                  | Non partecipante                                     |
| 2004 | Jørgen de Mylius                                     | Jørgen de Mylius                                     | DR1                                                  | DR1                                                  | Camilla Ottesen                                      |
| 2005 | Jørgen de Mylius                                     | Jørgen de Mylius                                     | DR1                                                  | DR1                                                  | Gry Johansen                                         |
| 2006 | Mads Vangsø Adam Duvå Hall                           | Mads Vangsø Adam Duvå Hall                           | DR1                                                  | DR1                                                  | Jørgen de Mylius                                     |
| 2007 | Søren Nystrøm Rasted Adam Duvå Hall                  | Søren Nystrøm Rasted Adam Duvå Hall                  | DR1                                                  | DR1                                                  | Susanne Georgi                                       |
| 2008 | Nicolai Molbech                                      | Nicolai Molbech                                      | DR1                                                  | DR1                                                  | Maria Montell                                        |
| 2009 | Nicolai Molbech                                      | Nicolai Molbech                                      | DR1                                                  | DR1                                                  | Felix Smith                                          |
| 2010 | Nicolai Molbech                                      | Nicolai Molbech                                      | DR1                                                  | DR1                                                  | Bryan Rice                                           |
| 2011 | Ole Tøpholm                                          | Ole Tøpholm                                          | DR1 DR HD                                            | DR1 DR HD                                            | Lise Rønne                                           |
| 2012 | Ole Tøpholm                                          | Ole Tøpholm                                          | DR1 DR HD                                            | DR1 DR HD                                            | Louise Wolff                                         |
| 2013 | Ole Tøpholm                                          | Ole Tøpholm                                          | DR1                                                  | DR1                                                  | Sofie Lassen-Kahlke                                  |
| 2014 | Anders Bisgaard                                      | Ole Tøpholm                                          | DR1                                                  | DR1 DR3 DR Ramasjang DR P4                           | Sofie Lassen-Kahlke                                  |
| 2014 | Anders Bisgaard                                      |                                                      | DR1                                                  | DR1 DR3 DR Ramasjang DR P4                           | Sofie Lassen-Kahlke                                  |
| 2015 | Ole Tøpholm                                          | Ole Tøpholm                                          | DR1 DR Ramasjang                                     | DR1 DR Ramasjang                                     | Basim                                                |
| 2016 | Ole Tøpholm                                          | Ole Tøpholm                                          | DR1 DR Ramasjang                                     | DR1 DR Ramasjang                                     | Ulla Essendrop                                       |
| 2017 | Ole Tøpholm                                          | Ole Tøpholm                                          | DR1                                                  | DR1                                                  | Ulla Essendrop                                       |
| 2018 | Ole Tøpholm                                          | Ole Tøpholm                                          | DR1                                                  | DR1                                                  | Ulla Essendrop                                       |
| 2019 | Ole Tøpholm                                          | Ole Tøpholm                                          | DR1                                                  | DR1                                                  | Rasmussen                                            |
| 2020 | Evento cancellato a causa della pandemia di COVID-19 | Evento cancellato a causa della pandemia di COVID-19 | Evento cancellato a causa della pandemia di COVID-19 | Evento cancellato a causa della pandemia di COVID-19 | Evento cancellato a causa della pandemia di COVID-19 |
| 2021 | Henrik Milling Nicolai Molbech                       | Henrik Milling Nicolai Molbech                       | DR1                                                  | DR1                                                  | Tina Müller                                          |
| 2022 | Henrik Milling Nicolai Molbech                       | Henrik Milling Nicolai Molbech                       | DR1                                                  | DR1                                                  | Tina Müller                                          |
| 2023 | Nicolai Molbech                                      | Nicolai Molbech                                      | DR1                                                  | DR1                                                  | Tina Müller                                          |
| 2024 | Ole Tøpholm                                          | Ole Tøpholm                                          | DR1                                                  | DR1                                                  | Stéphanie Surrugue                                   |
| 2025 | Ole Tøpholm                                          | Ole Tøpholm                                          | DR1                                                  | DR1                                                  | Sara Bro                                             |

Note:
1. 1 2 3 4 5 6 7 8 9  Solo per la trasmissione televisiva.
2. 1 2 3 4 5 6 7 8  Solo per la trasmissione radiofonica.
3. 1 2  Commento integrato nella lingua dei segni danese.